# Макнелли, Джек
А́ртур «Джек» Джон Макне́лли (англ. Arthur «Jack» John McNelly; 28 марта 1949, Перхем, Миннесота — 15 марта 2020, Monument, Колорадо) — американский кёрлингист и тренер по кёрлингу.
В составе мужской сборной США участник чемпионата мира 1983. Чемпион США среди мужчин (1983). Двукратный чемпион США среди смешанных команд (1990, 1997).
В основном играл на позиции первого.
В качестве тренера мужской сборной США участник чемпионата мира 2001.
Много лет входил в Совет директоров Ассоциации кёрлинга США (англ. United States Curling Association), в 2002—2003 был президентом Ассоциации.

## Достижения
- Чемпионат США по кёрлингу среди мужчин: золото (1983).
- Чемпионат США по кёрлингу среди смешанных команд: золото (1990, 1997).

## Команды
| Сезон                                          | Четвёртый     | Третий           | Второй         | Первый        | Турниры                        |
| ---------------------------------------------- | ------------- | ---------------- | -------------- | ------------- | ------------------------------ |
| 1982—83                                        | Дон Купер     | Джерри ван Брант | Билли Шипстед  | Джек Макнелли | ЧСШАМ 1983 · ЧМ 1983 (6 место) |
| Кёрлинг среди смешанных команд (mixed curling) |               |                  |                |               |                                |
| 1989—90                                        | Джек Макнелли | Бев Бенке        | Adolph Behnke  | Дона Беннетт  | ЧСШАСК 1990                    |
| 1996—97                                        | Джек Макнелли | Бев Бенке        | Bucky Marshall | Сьюзан Аншуц  | ЧСШАСК 1997                    |

(скипы выделены полужирным шрифтом)

## Результаты как тренера национальных сборных
| Год  | Турнир                                       | Сборная       | Место |
| ---- | -------------------------------------------- | ------------- | ----- |
| 2001 | Чемпионат мира по кёрлингу среди мужчин 2001 | США (мужчины) | 6     |